# Amarilho
Amarilho (Terminalia australis) é uma árvore sul-americana que atinge até 12 m de altura e 40 cm de diâmetro. Ela habita as bacias do rio Paraná e do rio Uruguai na Argentina, Paraguai e Uruguai, e parte do rio da Prata e da região sul do Brasil.

## Sinonímia popular
- (em português) Sarandi-amarelo,
- (em castelhano) amarillo,
- (em castelhano) palo amarillo,
- (em castelhano) amarillo del río.

## Descrição
Esta espécie é encontrada nas matas ribeirinhas ao longo das margens dos grandes rios do nordeste da Argentina e dos países vizinhos. Sua madeira é de textura fina e homogênea, e, moderadamente pesada (densidade relativa = 0,65g/m³). É usado para trabalhos ornamentais e de precisão, tais como peças de xadrez, réguas, botões, etc.